# Anna von Sachsen-Wittenberg († 1426)
Anna von Sachsen († 18. April 1426) war die Gemahlin von Herzog Friedrich von Braunschweig-Lüneburg, dem deutschen Gegenkönig. 
Anna von Sachsen wurde als Tochter von Wenzel I., Herzog von Sachsen-Wittenberg aus dem Geschlecht der Askanier Kurfürst des Heiligen Römischen Reiches sowie Fürst von Lüneburg, und dessen Gemahlin Cäcilia von Carrara, geboren.
Im Jahre 1386 wurde sie mit Herzog Friedrich von Braunschweig-Lüneburg vermählt. Das Paar hatte zwei Töchter. 1400 wurde Friedrich zum deutschen König gewählt, die Wahl wurde jedoch von drei Kurfürsten nicht anerkannt. Friedrich wurde einen Monat nach der Wahl auf der Heimreise ermordet. 
Anna heiratete in zweiter Ehe Landgraf Balthasar von Thüringen. Diese Ehe blieb kinderlos.

## Nachkommen
Aus ihrer ersten Ehe mit Friedrich von Braunschweig-Lüneburg hinterließ sie zwei Töchter:
1. Katharina († zw. 3. Mai 1436 und 26. November 1439); ⚭ (1413) Graf Heinrich XIX. von Schwarzburg-Blankenburg
2. Anna (* 1390; † 1432); ⚭ (1410) Friedrich IV. von Habsburg mit der leeren Tasche, Graf in Tirol